# Martins (udde)
Martins är en udde i Antarktis. Den ligger i Sydshetlandsöarna. Argentina, Chile och Storbritannien gör anspråk på området.
Terrängen inåt land är lite kuperad. Havet är nära Martins åt sydost. Trakten är glest befolkad. Närmaste befolkade plats är Commandante Ferraz Station, 14,5 kilometer nordväst om Martins. 